# Крайс, Харольд
Харольд Крайс (нем. Harold Kreis; род. 19 января 1959, Виннипег) — немецко-канадский тренер по хоккею с шайбой и бывший игрок, выступавший на позиции защитника. Член Зала хоккейной славы ФРГ. В настоящее время — главный тренер национальной сборной Германии.

## Биография
Крайс родился в Канаде в немецкой семье (его родители родом из Ганновера и Розенхайма).
С детства занимался хоккеем. На юношеском уровне выступал за команды «Килдонан Норт Старз» и «Калгари Рэнглерс». В 1978 году 19-летний Крайс подписал контракт с «Адлер Мангейм», чей тогдашний тренер Хайнц Вайзенбах искал игроков с немецкими предками в Канаде, дабы обойти ограничение федерации на количество иностранных легионеров в одном клубе. 7 сентября 1980 года в тяжёлой игре против команды «Бад-Наухайм» без контакта с соперником он ударился лицом о каток и получил серьёзные травмы лица, потребовавшие хирургического вмешательства и трёхмесячного восстановления. Крайс отличался большой физической выносливостью и корректным поведением на площадке, за все годы карьеры получив всего лишь 628 минут штрафа.
Он оставался в клубе до конца своей карьеры игрока в 1997 году. Многолетний капитан «Мангейма», Крайс выигрывал чемпионаты Германии в 1980 и 1997 годах, сыграв за клуб в общей сложности 891 игру.
За свою карьеру он выиграл 180 матчей за сборную Западной Германии, сыграв на Олимпийских играх 1984 и 1988 годов и на восьми чемпионатах мира, а также молодёжном ЧМ 1979.
С 1997 года Харольд Крайс находится на тренерской работе (его первой должностью стала роль помощника главного тренера в «Мангейме»).
Крайс входил в тренерский штаб сборной Германии на трёх чемпионатах мира. Он был объявлен новым главным тренером Германии 30 января 2023 года, сменив на данном посту финского специалиста Тони Сёдерхольма. Его пребывание в должности началось после завершения внутреннего сезона 2022/2023, в котором Крайс управлял игрой «Швеннингер Уайлд Уингз».

## Достижения
Как игрок:
- Чемпион Германии  (2):  1980, 1997
- Игрок года в хоккейной Бундеслиге: 1983

Как тренер:
- Чемпион Швейцарии (2): 2006 («Лугано»)[12], 2008 («Цюрих Лайонс»)[13]
- Серебряный призёр  чемпионата мира: 2023 (сборная Германии)

## Личная жизнь
У Крайса двое детей (дочь Виктория и сын Кристофер) от первой жены Ирэн. Со своей второй супругой Сильвией Круг он живёт в Ладенбурге недалеко от Мангейма, где провёл почти всю свою игровую карьеру.